# Aldeire
Aldeire er en by og kommune i det sydøstlige Spanien i provinsen Granada. Den har et indbyggertal på 592 (2024) indbyggere.